# Talaingod
Talaingod é um município de  segunda classe de renda municipal (d) na província Davao do Norte, nas Filipinas. De acordo com o censo de 1 de maio  de  2020 possui uma população de 28 333 pessoas e 6 422 domicílios.